# Abdelhalim Nezouani
Abdelhalim Nezouani (en arabe : عبد الحليم نزواني) est un footballeur algérien né le 25 janvier 1985 à Bouskene dans la wilaya de Médéa. Il évolue au poste d'allier gauche.

## Biographie
Il évolue en première division algérienne avec les clubs du DRB Tadjenanet et du WA Tlemcen. Il dispute plus de 60 matchs en Ligue 1, inscrivant 7 buts.

## Palmarès
- Champion d'Algérie de D2 en 2018 avec le MO Béjaïa.
- Vice-champion d'Algérie de D2 en 2013 avec le RC Arbâa et en 2019 avec le NC Magra.